# Fakih Usman
Fakih Usman (também Faqih Usman; [fakɪh ʊsˈman]; 2 de março de 1904 – 3 de outubro de 1968) foi um líder islâmico indonésio e político do Partido Masyumi. Serviu duas vezes como Ministro de Assuntos Religiosos nos governos de Abdul Halim e Wilopo de janeiro a setembro de 1950, e depois novamente de 1952 a 1953. Nos seus primeiros anos, Fakih foi criticado por muçulmanos conservadores pelo seu envolvimento com a organização modernista islâmica Muhammadiyah, embora seja lembrado com carinho pelo grupo. Filho de um comerciante e da sua esposa em Gresik, nas Índias Orientais Holandesas, Fakih estudou com o seu pai e numa série de pesantren (internatos islâmicos) até à década de 1920.
Em 1925, envolveu-se com a Muhammadiyah, subindo rapidamente na liderança até se tornar, em 1938, no chefe da filial de Surabaya. Ele também foi ativo na política local, em 1937, tornando-se no tesoureiro da Assembleia Islâmica da Indonésia. Continuou envolvido na política e em grupos islâmicos durante a ocupação japonesa e a revolução nacional que se seguiu. Após o fim da guerra, foi nomeado Ministro dos Assuntos Religiosos. Como ministro, supervisionou a reforma educacional e institucional, crescendo em destaque dentro da Muhammadiyah. Também serviu como vice-presidente da organização sob vários líderes diferentes antes de ser escolhido como presidente no final de 1968, e viria a falecer vários dias depois.

## Início de vida
Fakih Usman nasceu a 2 de março de 1904, em Gresik, Java Oriental, nas então Índias Orientais Holandesas. O seu pai, Usman Iskandar, era um comerciante de madeira, e a sua mãe, dona de casa, era filha de um ulama (estudioso do Islão). O casal, que tinha recursos modestos, teve outros quatro filhos, e a falta de origem nobre da família significava que as crianças não eram elegíveis para receber educação em escolas geridas pelos holandeses. Em vez disso, Fakih estudou o Islão desde tenra idade, recebendo muito da sua instrução do seu pai. Aos dez anos, Fakih começou a estudar num pesantren (internato islâmico) em Gresik, terminando os estudos quatro anos depois. Em 1919 continuou os seus estudos em vários pesantren fora da cidade, incluindo alguns na zona rural de Gresik e nas proximidades de Bungah.

## Início de carreira
O pai de Fakih ajudou-o a tornar-se um comerciante, embora Fakih continuasse a estudar de forma independente. Quando a organização islâmica modernista Muhammadiyah abriu uma filial em Gresik em 1922, Fakih foi um dos primeiros a aderir. Extremamente activo no grupo, ele tornou-se no líder da filial de Gresik em três anos e, sob a sua liderança, o grupo foi formalmente reconhecido pela administração central da Muhammadiyah. Através do seu trabalho com a Muhammadiyah em Gresik, Fakih tornou-se mais conhecido. Mais tarde mudou-se para a filial em Surabaya, uma cidade muito maior, onde, em 1929, foi escolhido para fazer parte do conselho municipal.
Ele também manteve-se activo no comércio, administrando uma loja de comércio de materiais de construção e construção naval. Durante este período, serviu na câmara de comércio local. De 1932 a 1936 Fakih foi membro do conselho regional da Muhammadiyah, servindo simultaneamente como editor da revista oficial da organização, Bintang Islam, e no Comité de Assuntos Jurídicos. À medida que se tornou mais activo, Fakih começou a viajar regularmente de Surabaya para Gresik, tomando conta dos negócios da Muhammadiyah em Surabaya e da empresa madeireira em Gresik; esse trajecto era realizado com o carro pessoal de Fakih, um luxo raro na época.
Estudando holandês no seu tempo livre, Fakih continuou a melhorar o seu conhecimento do Islão, estudando os pensamentos de Muhammad Abduh. No entanto, os muçulmanos conservadores não aprovavam o trabalho de Fakih com a Muhammadiyah, atribuindo-lhe o apelido Londho silit ireng ("Holandês com o cu preto"), e muitas vezes atiravam pedras contra a sua casa. No dia 21 de setembro de 1937 a Muhammadiyah, o conservador Nahdatul Ulama (NU), a cooperativa de comerciantes Sarekat Islam e vários outros grupos islâmicos – que na última década combatiam entre si – uniram-se para formar uma organização guarda-chuva: a Assembleia Islâmica da Indonésia (Majilis Islam Ala Indonesia, ou MIAI), com sede em Surabaya. Fakih serviu como tesoureiro na organização. Em 1938 ele foi nomeado chefe do ramo de Surabaya da Muhammadiyah, substituindo Mas Mansoer. Dois anos depois começou a trabalhar em tempo integral com o MIAI, tendo sido escolhido como chefe da sua secretaria em meados de setembro de 1940. Para assumir essa posição, ele renunciou ao cargo de chefe do ramo de Surabaya da Muhammadiyah e como membro do conselho da cidade.

## Carreira política

### Revolução nacional

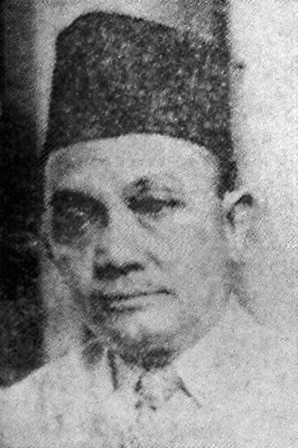
Fotografia de Fakih Usman, 1952

No dia 9 de março de 1942 o governador-geral Tjarda van Starkenborgh Stachouwer e o chefe do Exército Real das Índias Orientais Holandesas, o general Hein ter Poorten, renderam-se ao Império do Japão, que havia invadido as Índias no mês anterior. Como resultado, as Índias caíram sob o controlo japonês. Os japoneses baniram todas as formas de organizações, e o MIAI foi dissolvido em maio. A 5 de setembro de 1942 foi reformado após uma reunião de 30 ulemás no hotel Des Indes em Jacarta, e foi reconhecido pelo governo de ocupação como a única organização islâmica no país. No final de 1943 a organização foi renomeada Conselho de Associações Muçulmanas da Indonésia (Partai Majelis Syura Muslimin Indonesia, abreviado como Masyumi). Fakih foi nomeado membro do conselho consultivo patrocinado pelos japoneses, ou Syu Sangi In, para Surabaya. Ele ocupou esta posição até ao final da ocupação, servindo simultaneamente no conselho Masyumi.
Após os bombardeamentos atómicos de Hiroshima e Nagasaki e a proclamação da independência da Indonésia em agosto de 1945, os japoneses começaram a retirar-se da nascente república. O governo republicano indonésio, com sede em Jacarta e incluindo Sukarno como presidente e Mohammad Hatta como vice-presidente, começou a assumir a infraestrutura dos japoneses que partiam. Em setembro de 1945, no entanto, as forças aliadas britânicas e holandesas começaram a entrar no arquipélago, na esperança de restabelecer o status quo ante bellum. Os britânicos inicialmente concentraram-se em Java e Sumatra e tentaram evitar confrontos armados com as forças republicanas; os holandeses, enquanto isso, passaram os primeiros meses após a rendição japonesa a recuperar as ilhas orientais com a ajuda da Austrália. Fakih, que havia começado a fazer contactos dentro do governo republicano, participou na Conferência Islâmica da Indonésia (Muktamar Islam Indonesia), em Yogyakarta, de 7 a 8 de novembro de 1945.
Como resultado dessas negociações, a Masyumi foi transformada num partido político em representação dos interesses islâmicos. Embora Fakih tenha regressado a Gresik após a conferência, ele e a sua família rapidamente evacuaram para Malang devido à eclosão de uma batalha em Surabaya entre soldados republicanos e forças britânicas encarregadas de repatriar prisioneiros de guerra holandeses. Em Malang, Fakih trabalhou com Masjkur e Zainul Arifin para iniciar uma resistência armada para lutar na revolução contra os europeus que regressavam. Ele serviu como vice-chefe no comando dessa resistência, que consistia nas unidades islâmicas treinadas pelos japoneses Sabilillah e Hizbullah. Depois de os holandeses lançarem a Operação Kraai em dezembro de 1948, Fakih e a sua família fugiram para Surakarta, onde novamente se tornou activo na Muhammadiyah. Fakih, servindo como vice-presidente sob Bagus Hadikusumo, frequentemente deslocava-se entre Surakarta e a sede da organização em Yogyakarta.

### Ministro da Religião

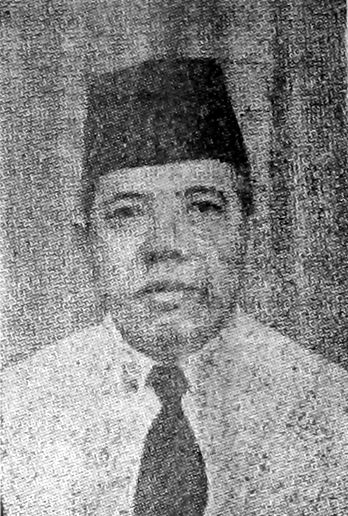
Fotografia como Ministro de Assuntos Religiosos, 1952

No final de 1949 os governos indonésio e holandês realizaram uma conferência que durou vários meses, que resultou no reconhecimento holandês da soberania indonésia a 27 de dezembro de 1949. Isso levou à formação dos Estados Unidos da Indonésia (Republik Indonesia Serikat, ou RIS), que consistia em dezasseis estados-membros. No dia 21 de janeiro de 1950 Fakih substituiu Masjkur como Ministro dos Assuntos Religiosos no governo de Halim, representando a República da Indonésia; neste ponto, a república consistia em Yogyakarta, Banten e grande parte de Sumatra. Trabalhando com o Ministro dos Assuntos Religiosos do RIS, Wahid Hasyim, Fakih começou a instituir um currículo religioso padronizado nas escolas públicas e a modernizar a educação nas escolas religiosas.
Os dois também trabalharam para unir os ministérios. A 17 de agosto de 1950 o RIS e os seus estados-membros tornaram-se numa república unificada. Hasyim foi mantido como Ministro de Assuntos Religiosos, com Fakih nomeado director de educação religiosa. Enquanto isso, as diferentes facções do Masyumi estavam em conflito sobre o caminho que o partido estava a tomar; os membros da NU achavam que o Masyumi estava a tornar-se muito político, abandonando as suas raízes islâmicas. Quando o governo Natsir começou a entrar em colapso, o Masyumi apresentou Fakih como um potencial Ministro dos Assuntos Religiosos. Este acto foi controverso porque quatro dos cinco postos alocados para o partido já estavam preenchidos por membros não NU e, finalmente, o NU retirou-se do Masyumi, efectivamente a 5 de abril de 1952. Fakih foi escolhido com uma maioria de cinco votos, enquanto o próximo candidato principal, Usman Raliby, recebeu quatro.
Fakih foi nomeado Ministro dos Assuntos Religiosos no governo Wilopo e tomou posse no dia 3 de abril de 1952, o que levou a que ele e a sua família se mudassem para a capital, em Jacarta. Fakih começou a trabalhar na reforma do ministério, incluindo a formalização da sua declaração de missão: fornecer professores religiosos, promover relações inter-religiosas e estabelecer as datas dos feriados religiosos. Trabalhou na estrutura interna, incluindo a formalização da hierarquia de liderança do ministério e a abertura dos ramos provinciais e regionais. O ministério também continuou a promover a educação religiosa e foi encarregado de lidar com os numerosos peregrinos indonésios que participavam do hajj. O governo Wilopo entrou em colapso a 30 de julho de 1953, após uma disputa de imigração e terra em Medan. Fakih foi substituído por Masjkur.

### Proibição do Masyumi
Fakih continuou a trabalhar com o ministério e o Muhammadiyah, servindo como primeiro vice-presidente da organização sob Ahmad Rasyid Sutan Mansur. Em 1956 foi um dos três membros da Muhammadiyah que apresentaram o seu conceito de uma sociedade verdadeiramente islâmica, que salientava a educação social. Durante este tempo ele foi mais activo com o Masyumi, e após a eleição da Assembleia Constituinte de 1955, Fakih foi nomeado membro da Assembleia Constituinte da Indonésia. Esta assembleia, destinada a chegar a um acordo para uma nova constituição nacional, não conseguiu obter um consenso e foi dissolvida pelo presidente Sukarno com o seu decreto de 5 de julho de 1959. Naquele ano, Fakih colaborou com Hamka, Joesoef Poear Abdullah e Ahmad Joesoef para lançar a revista Pandji Masjarakat. Sukarno mais tarde dissolveu o Masyumi, a 17 de agosto de 1960, após os principais membros do Masyumi, como Mohammad Natsir e Sjafruddin Prawiranegara, terem estado envolvidos com o Governo Revolucionário da República da Indonésia; Fakih esteve envolvido nas negociações com o Governo Revolucionário, trabalhando com Mohammad Roem.

## Carreira posterior

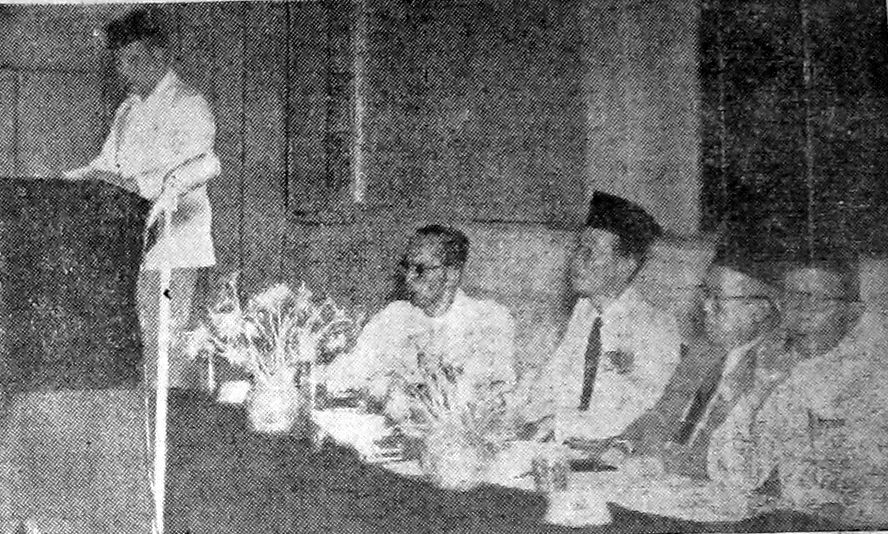
Fakih a discursar numa reunião da Muhammadiyah, em 1953

A dissolução do Masyumi deixou Fakih com mais tempo para se concentrar na Muhammadiyah, servindo como segundo vice-presidente sob Junus Anis. Durante um curso de liderança ministrado pela organização durante o Ramadão de 1380 AH (fevereiro/março de 1961), Fakih começou a promover uma identidade institucional através da sua palestra "Apakah Muhammadiyah Itu" ("O que é Muhammadiyah?"). Isso delineou a organização como baseada em dawah, com foco em questões reais e disposta a trabalhar com o governo para garantir um futuro próspero para os muçulmanos.
Esses conceitos foram posteriormente formulados até 1962 e estabelecidos como uma identidade institucional, que pedia que a Muhammadiyah trabalhasse para criar uma sociedade verdadeiramente islâmica enquanto se opunha à política de esquerda. Isso, por sua vez, foi seguido por uma mudança na organização para melhor se adaptar à nova identidade. De 1962 a 1965 Fakih serviu como primeiro vice-presidente da Muhammadiyah sob Ahmad Badawi, prestando orientação para jovens líderes religiosos. Durante os assassinatos e a mudança de poder que se seguiram à tentativa de golpe do Movimento de 30 de Setembro, Fakih e vários membros da Muhammadiyah enviaram uma carta a solicitar que o Masyumi fosse autorizado a reformar-se; esta permissão não foi concedida. No segundo mandato de Badawi, Fakih serviu como assessor do presidente, muitas vezes assumindo responsabilidades de gestão. Ele foi selecionado como presidente da organização no 37.º Congresso da Muhammadiyah em 1968.

## Morte e legado
Ao ser escolhido como presidente, Fakih começou a trabalhar para garantir que houvesse um sucessor, pois a sua saúde estava debilitada. No dia 2 de outubro, numa reunião conjunta do conselho na sua casa, delineou os seus planos para o seu período de três anos de liderança; Fakih também nomeou Rasjidi e Abdul Rozak Fachruddin como líderes temporários enquanto viajava para o exterior para tratamento médico. Fakih faleceu no dia 3 de outubro de 1968, apenas alguns dias após ser selecionado, sendo substituído por Fachruddin no dia da sua morte; Fachruddin serviu como presidente por 24 anos.
A rua onde Fakih viveu quando era criança é agora conhecida como Rua Fakih Usman. Dentro da Muhammadiyah Fakih continua a ser muito respeitado. Ele é creditado com a formulação da "Personalidade Muhammadiyah" (Kepribadian Muhammadiyah), a identidade institucional da Muhammadiyah. Por respeito a Fakih, a Muhammadiyah continua a registrar o seu período como presidente como tendo durado o mandato completo de três anos. Didin Syafruddin, membro do corpo docente da Universidade do Estado Islâmico de Jacarta, escreve que Fakih era altamente dedicado à educação, observando que cinco dos sete filhos de Fakih acabaram por se tornarem médicos; Syafruddin também escreve que, devido à falta de recursos humanos, Fakih foi limitado nas suas reformas enquanto Ministro dos Assuntos Religiosos. O ex-presidente da Muhammadiyah, Ahmad Syafi'i Maarif, descreveu Fakih como a "água calmante e purificadora" que serviu como uma influência calmante para a Muhammadiyah quando a organização estava em turbulência.